# 普朗克質量
普朗克質量是質量的自然單位，常記為{\displaystyle m_{P}\,}，是粒子的约化康普顿波长等于史瓦西半径的一半时的质量（此質量的約化康普頓波長為普朗克長度，而史瓦西半徑則是2個普朗克長度）。
{\displaystyle \lambda \approx \hbar /m_{P}c=Gm_{P}/c^{2}}
{\displaystyle m_{P}={\sqrt {\frac {\hbar c}{G}}}=2.18\times 10^{-8}\,\mathrm {kg} =1.22\times 10^{16}\,\mathrm {TeV/c^{2}} }
2010年CODATA所建議的普朗克質量值為：2.176 51(13) × 10-8千克，圓括號中的部份是要顯示最後幾位數字的不確定性—亦即數值為21.7651 ± 0.0013 微克。
粒子物理學與宇宙學常用到約化普朗克質量，為普朗克勞侖茲-黑維塞單位制的質量單位，其值為：
{\displaystyle {\sqrt {\frac {\hbar {}c}{4\pi G}}}} ≈ 6.1397 微克。
加上{\displaystyle 4\pi \,}因子可以簡化重力中的數個方程式。
不像其他多數的普朗克單位，普朗克質量的尺度對人類而言或多或少是能夠體會的，因為它大約是跳蚤質量的四千到五千分之一。当所讨论的尺度与粒子的史瓦西半径相当时，由于质量造成的时空弯曲比较明显。而康普顿波长代表粒子的量子不确定性起作用的范围。当粒子的质量小于普朗克质量时，由于不确定性的作用范围超过史瓦西半径，点粒子不会坍缩成黑洞，因此普朗克质量可以认为是黑洞的最小质量。目前发现的基本粒子质量都远远小于普朗克质量。

## 外部連結
- 美國國家標準實驗室（NIST）的「常數、單位、不確定值」文獻 （页面存档备份，存于）